# Aie Angek
Aie Angek is een bestuurslaag in het regentschap Tanah Datar van de provincie West-Sumatra, Indonesië. Aie Angek telt 3061 inwoners (volkstelling 2010).